# Paulo Foletto
Paulo Roberto Foletto (Colatina, 30 de abril de 1956) é um médico e político brasileiro, filiado ao Partido Socialista Brasileiro. Atualmente é deputado federal pelo estado do Espírito Santo.

## Biografia
Nasceu em Colatina, no estado do Espírito Santo. Formou-se médico cirurgião pela Universidade Federal do Espírito Santo. Foi vereador entre 1993 e 1996, posteriormente teve dois mandatos de deputado estadual de 2002 a 2010. Em 2010, foi eleito deputado federal, e reeleito em 2014. Logo após sua reeleição, o Ministério Público Eleitoral (MPE) solicitou a cassação de seu mandato, pois segundo a denúncia, o ex-diretor do DETRAN-ES, Carlos Augusto Lopes, teria promovido uma reunião comprando votos para Foletto e para Bruno Lamas. Foi reeleito em 2018, e após o pleito, foi indicado pelo governador Renato Casagrande para ser secretário da Agricultura do Espírito Santo, cargo que ocupou até março de 2022.
Em 2016, votou a favor do impeachment de Dilma Rousseff. Em outubro de 2016, teve que se afastar devido a uma lesão benigna na medula. Em abril de 2017, foi favorável à Reforma Trabalhista. Em agosto de 2017, votou a favor do processo em que se pedia abertura de investigação do então Presidente Michel Temer.